# Estela de Gwanggaeto

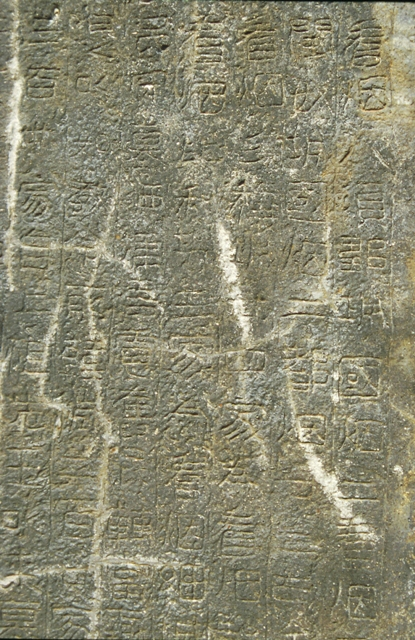
El lado de la estela de Gwanggaeto el Grande.

La Estela de Gwanggaeto el Grande de Goguryeo o Gwanggaeto Daewangneungbi (en alfabeto hangul:광개토왕릉비, hanja: 廣開土王陵碑) indica una estela que fue construida en 414 por el rey Jangsu de Goguryeo como un memorial a su padre Gwanggaeto el Grande de Goguryeo. Este monumento se considera uno de los primeros datos para la historia de Goguryeo, uno de los Tres Reinos de Corea con los detalles sobre los reinados y mitologías del reino y también de la historia antigua japonesa.
Existe cerca de la tumba de Gwanggaeto que es actualmente la ciudad china, Ji'an en torno al río Yalu donde fue reinado por Goguryeo. Constituye un solo granito de aproximadamente 6.4 metros con casi 1.802 letras chinas.
Se ha considerado muy importante de varias naciones en Asia Oriental por la interpretación sobre la estela. La réplica exacta se conserva en el memorial de guerra de Seúl, Corea del Sur y otras copias en 1881 y 1883, respectivamente en China y el museo nacional de Japón.

## Redescubrimiento

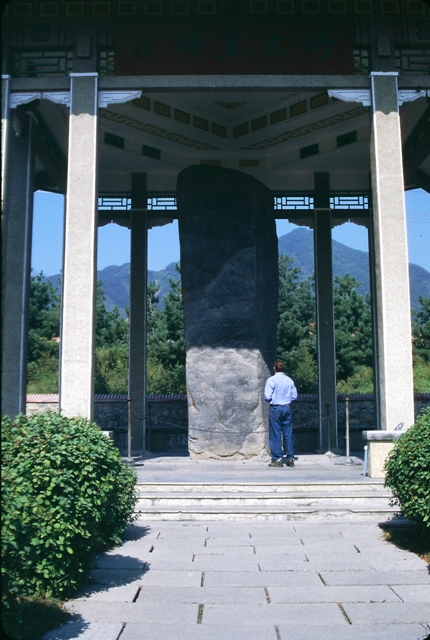
El monumento (2001).

La ubicación de la estela era negliente. Después de la caída de Goguryeo en 668 y derrota de su sucesor estado, Balhae en 926, esta región era lejos de las políticas coreanas y también chinas. Posteriormente, varios nómadas de Manchuria controlaron está parte, notablemente la gente de Jurchen en el siglo ⅩⅥ. Cuando las fuerzas de Manchuria conquistaron China en 1644 y estableció su dinastía, los prohibieron la trasladación de otras tribus para mantener su culto de antepasados. Lo terminó en el fin del siglo ⅩⅨ cuando esta región se abrió a la gente de la Dinastía Han. Después, Manchuria era el sitio de series de guerras, notablemente por Japón y Rusia cuyas intenciones fueron exprimir los recursos y expandir sus fuerzas. Por otra parte, la apertura de la región llevó varias visitas de los historiadores chinos y japoneses. Especialmente, Japón enviaron unos agentes secretos para investigar los detalles de Manchuria donde era centro de hegemonía internacional. Este período resultó a nuevas llegadas de los chinos que usaron muchos ladrillos alrededor, mientras que un rumor corrigió a los estudiosos chinos. Unos de estos estudiosos descubrieron el texto:
Fue 1875 cuando un epigrafista chino, Guan Yueshan buscó unas piezas del monumento y luego descubrió la estela de Gwanggaeto bajo la ruina de varios siglos. No obstante, un proceso de excavación inevitablemente destruyó muchas letras. Casi todas las letras (aproximadamente 1.800) fueron descubiertas con su escala de la mano del hombre.

## Crónica del rey Gwanggaeto

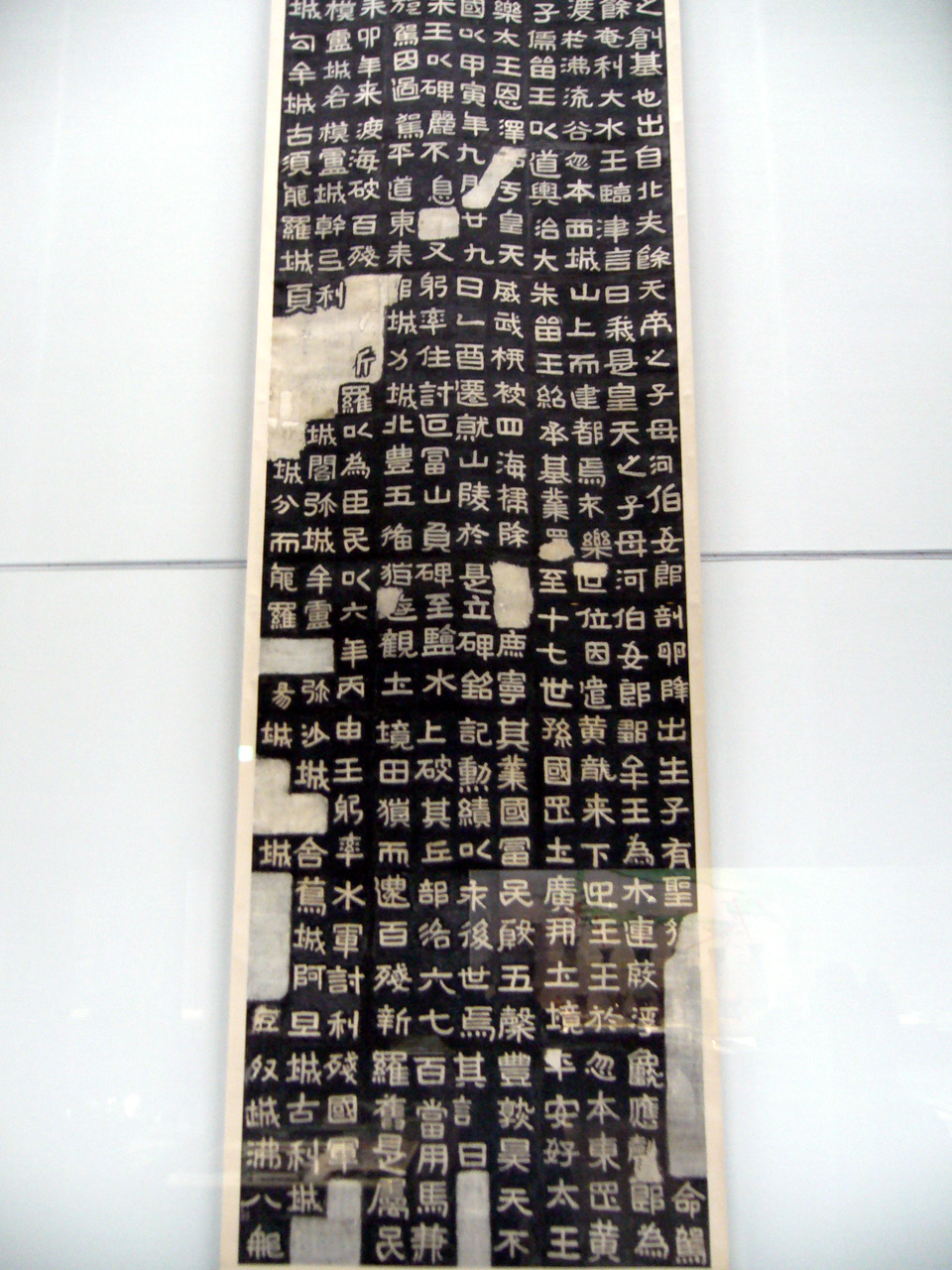
Calco de estela.

La estela escribe los recuerdos de todas batallas durante el reinado del emperador Gwanggaeto y sus victorias. Los como sigue:
- Artículo del año 395:
  - El emperador invadió la tribu Paeryeo (稗麗; sugestivamente uno de la gente de Kitán) y se alzó con sus animales. Regresó al triunfo.

- Artículo del año 396:
  - Baekje y Silla fueron los vasallos de Goguryeo.
  - Desde 391, Wa había cruzado para atacar a Silla colaborando con Baekje.
  - En mismo año, el Rey conquistó a varias fortalezas de Baekje. Como las fuerzas de Goguryeo llegaron a la capital de Baekje, el rey de Baekje se rindió soltando un juramento de ser el vasallo de Goguryeo. Llevando su príncipe y unos nobles, Gwanggaeto regresó a su reino.
- Artículo del año 398:
  - Las tropas se enviaron a la gente de Sushen (粛慎土谷) de capturar 300 personas. Desde esto, los ofreció unos tributos.

- Artículo del año 399
  - Baekje destruyó la promesa, hiciendo alianza con Wa. Cuando Gwanggaeto avanzó a Pyongyang, un embajador de Silla lo visitó y dijo que unas tropas de Wa cruzaron a la frontera de Silla para invadir a su reino, hablabdo una requerida de ayudarlo. Como Silla juró fidelidad a Goguryeo, el emperador Gwanggaeto asentió a despachar una tropa.
- Artículo del año 400:
  - El Rey envió 50.000 militares para salvar Silla. Antes de que los llegaron a Seorabeol, su capital, las fuerzas de Wa regresaron. Los siguieron a Wa en Imna Gaya (Mimana), resultando la rendición de Wa.
  - (Otras letras en esta crónica se mayoríamente deletaron.)
  - El príncipe Bokho de Silla envió un tributo a Goguryeo.
- Artículo del año 404:
  - De repente Wa invadió la frontera sur de Daifang. Lo causó la despacha de Goguryeo hasta Pionyang. Terminó la batalla por enormes muertos japoneses.
- Artículo del año 407:
  - Gwanggaeto envió 50,000 soldados e hizo una batalla (el lugar no leen). La fuerza de Goguryeo saqueó muchas armadas, capturando seis fortalezas.
- Artículo del año 410:
  - Buyeo Este dejó de ofrecer tributo a Goguryeo. Las tropas de Goguryeo avanzaron a Buyeo, ganando su submisión. Algunos nobles de Buyeo siguieron a Goguryeo.

## Argumentos sobre mensajes
Fue pronto aceptado esta estela había sido dedicado a Gwanggaeto el Grande de Goguryeo con su reinado de 391–413 d. C. y también este monumento se levantó como epitafio a este monarca cuya tumba estaba cercanamente. Aunque los historiadores y estudiosos aún se han peleado con la traducción de los textos, el general estilo de la inscripción es claro. Cada lado dice undación y leyenda de Goguryeo, la tumba del emperador Gwanggaeto con su reinado y sus conquistadores.
La parte más disputada de la estela es sencillamente llamada como "El Lado de sinmyo".
而 倭 以 辛 卯 年 來 渡 海 破 百 殘 X X [X斤 (新)] 羅 以 爲 臣 民

### Interpretación
La Oficina del Estado Mayor del Ejército Imperial Japonés que ganó una noticia sobre el monumento y obtuvo una copia de su oficina Kagenobu Sakō en 1884 fue interesada por una frase que describe unas campañas del Gwanggaeto el grande en el año de sinmyo 辛卯 de 391. Algunos investigadores practicaron un estudio sobre esto durante 1880 y una publicación se apareció en 1889. La gran parte de los estudiosos japoneses hizo traducción de esta frase como sigue:
"Y en el año sinmyo la fuerza de Wa vino y cruzó al mar, derrotando Baekje, [no letras] y Silla que pudo subyugarlos".
Normalmente, los japoneses tradujeron Wa como un gobierno centralizado japonés que controlaba toda parte oeste de Japón. Durante 1910 y 1920, notablemente Torii Ryūzō y otros viajaron a Ji'an y observaron la estela. Los descubrieron series de derrotas de inscripción que se arreglaron por barros y siguiente preguntaron la credibilidad de copias.
La primera investigación coreano fue la de Chang en 1955, que sugirió los sujetos de la palabra 渡海破 y 以爲臣民 indicaron Goguryeo y Baekje. Según su comentario, la interpretación sigue:
"Y en año de sinmyo, Goguryeo vino y cruzó al mar, derrotando Wa. Baekje ocupó a [no dato] y Silla como su vasallo".
En 1959 el investigador Teijiro Mizutani publicó otro importante estudioso. Aseguró las copias que se hicieron antes de reparación de estela, anunciando su conclusión que la copia original de Sakō no fue hecho por el correcto método de calco. (双鉤塡墨)
Un norcoreano estudioso, Kim escribió su reportaje en 1963. Kim trató de analizar la verdad histórica por los recuerdos japoneses como Kojiki y Nihonshoki, anunciando la conclusión de que Wa indica las colonias de Samhan (Proto-reinos de Corea) en Japón: se establecieron por los inmigrantes coreanos alrededor de Kyūshū, Kinai, Izumo. Y las colonias se incluyeron por Yamato. En una frase,  Kim indica el sujeto de frase 來渡海破百殘 fue originalmente Goguryeo y 百殘 (Baekjan: Lo que degrada Baekje como la gente de barbaridad) no significa Baekje pero unas colonias de Baekje en Japón. Otros norcoreanos también hicieron argumentos sobre la invasión de Goguryeo a Japón.
Generalmente, los estudiosos coreanos negaron interpretación de que Japón hizo conquistas contra Baekje y Silla sobre la base de unas evidencias contrarias. Además, no hay ninguna evidencia de invasión japonesa a toda parte de Corea: sin embargo, los reinos coreanos invadieron activamente por usar las armadas de hierro por atacar fuerzas chinas, Wa fue una confederación de varias tribus sin afluencia de hierro. Por otra parte, es muy difícil de analizar tota parte debido a ausencia de puntuaciones, y hay casi no completa ruta de descifrar las letras debido a series de erosión y desintegración de la estela.